# Bright Star (musical)
Bright Star é um musical escrito e composto por Steve Martin e Edie Brickell. A história se passa em Blue Ridge Mountains na Carolina do Norte nos anos de 1945-46 com flashbacks de 1923. O musical é inspirado na colaboração vencedora do Melhor Álbum de bluegrass no Grammy Awards de 2013, "Love Has Come for You".

## Produção
Bright Star teve sua estreia mundial no Old Globe Theatre (San Diego) em setembro de 2014 e foi exibido até 2 de novembro de 2014. O musical realizou um workshop organizado pela New York Stage and Film no “Powerhouse Theater” da Vassar College em julho de 2013.
A peça foi aberta no “Kennedy Center” em Washington, D.C. em 2 de dezembro de 2015.
Suas prévias ocorreram no “Cort Theatre”, na Broadway, em 25 de fevereiro de 2016 antes de abrir oficialmente em 24 de março. Dirigido por Walter Bobbie, com elenco tendo Carmen Cusack como Alice Murphy, Paul Alexander Nolan como Jimmy Ray Dobbs, A.J. Shively como Billy Cane, Hannah Elless como Margo Crawford, Michael Mulheren como Prefeito Dobbs, Stephen Bogardus como pai de Billy, Dee Hoty como mãe de Alice, e Stephen Lee Anderson como pai de Alice. Na produção atuaram Nevin Steinberg, Josh Rhodes, Eugene Lee, Jane Greenwood e Japhy Weideman.
Apesar do apoio de Martin e Brickell, além de aparições ocasionais de Martin, o musical infelizmente encerrou suas apresentações em 26 de junho de 2016 ,após 30 prévias e 109 apresentações regulares.

## Enredo

### Ato I
Em 1946, a editora Alice Murphy saúda o público e diz que, em vez de supervisionar as histórias de outras pessoas, ela vai contar sua própria história ("If You Knew My Story"). Um ano antes, na cidade de Hayes Creek, o recruta e aspirante a escritor Billy Cane volta para casa depois de servir na Segunda Guerra Mundial. Ele se reúne com seu pai e sua amiga de infância Margo antes de descobrir que sua mãe morreu ("She’s Gone"). Várias semanas depois, Billy visita Margo e diz para ela que ele vai oferecer suas histórias para o The Asheville Southern Journal ("Bright Star").
Ao chegar na sede do jornal, ele é rejeitado pelos funcionários Darryl e Lucy. No entanto, Alice fica encantada por Billy e acaba por aceitar seus textos. Mais tarde, ela recusa o convite de Lucy para uma dança, mas reflete consigo mesmo sobre uma época em que ela teria aceitado em ir para um baile ("Way Back in the Day").
Com um flashback para 1923, então com dezesseis anos de idade, Alice flerta com Jimmy Ray Dobbs em sua cidade natal de Zebulon, Carolina do Norte ("Whoa, Mama"). Quando Alice volta para casa mais tarde naquela noite, seus pais a repreendem, ponderando sobre seu futuro infeliz ("Hand Firmer / Do Right"). Enquanto isso, Jimmy Ray volta para casa apenas para ser também repreendido por seu pai, o prefeito Josiah Hobbs, sobre o futuro que é reservado para ele ("A Man's Gotta Do").
Em 1945, após receber de Alice um incentivo com um cheque de dez dólares, Billy decide mudar-se para Asheville e dedicar seu tempo à escrita. Margo reflete sobre seu desejo de um futuro com dela com Billy, mas decide colocar suas esperanças de lado ("Asheville").
Em 1923, Alice e Jimmy Ray se encontram e acabam fazendo amor ("What Could Be Better").  Algum tempo depois, Alice vai ao médico da cidade depois de sentir-se mal e descobre que está grávida. Josiah organiza para que Alice fique em uma cabana isolada durante sua gravidez. Ela divide seu tempo em isolamento tricotando uma camisola para o bebê e conversando sobre a criança com Jimmy Ray quando ele a visita ("I Can not Wait").
Pouco tempo depois de dar à luz ao filho, Alice e seus pais descobrem que Josiah secretamente colocou a criança para adoção. Alice tenta fazê-lo mudar de ideia, sem sucesso ("Please, Don't Take Him"). Josiah parte com o bebê em uma valise e embarca em um trem para Hayes Creek antes de lançar a valise no rio quando ninguém está olhando ("A Man's Gotta Do [Reprise]").

### Ato II
Em 1924, Alice se prepara para adentrar à faculdade em Chapel Hill e anseia reencontrar seu filho. Enquanto isso, em 1945, Margo fala para seus amigos como ela sente falta de Billy ("Sun Is Gonna Shine"). De volta em 1924, Jimmy Ray conta para um Josiah doente que ele está indo se encontrar com Alice em Chapel Hill. Quando Josiah confessa o que aconteceu com o bebê, Jimmy Ray decide ficar com o pai depois de perceber que ele não pode dizer à Alice a verdade ("Heartbreaker").
Em 1946, Darryl e Lucy encontram um Billy frustrado depois de um dia de trabalho e ambos tentam animá-lo ("Another Round"). No dia seguinte, Alice diz a Billy que uma de suas histórias está prevista para ser publicada no journal. Ele confessa que anda escrevendo sobre Hayes Creek antes de convidá-la para um visita na cidade onde suas histórias acontecem. Ela concorda, embora diga que tenha que ir até Raleigh para resolver assuntos pessoais.
Em Raleigh, Alice pede permissão para olhar os papéis de adoção elaborados durante o período em que seu filho teria sido registrado. Depois de não conseguir encontrar o que está procurando, Alice encontra Jimmy Ray e descobre sobre as ações de Josiah ("I Had a Vision"). De volta em Hayes Creek, Billy diz à Margo que ele está se mudando de volta para cidade ao perceber que ela é garota certa para ele ("Always Will").
Em Zebulon, Alice se reconcilia com seu pai após ele pedir desculpas por ter deixado que Josiah levasse seu filho embora. Não querendo continuar sua angústia por mais tempo, ela diz a ele que a criança foi adotada por uma família boa e está vivendo uma vida tranquila. Ela faz seu caminho de volta para Hayes Creek e vê a casa de infância de Billy, onde ela descobre a camisola de bebê que ela enviou com seu filho, descobrindo que ela é mãe biológica de Billy ("So Familiar/At Long Last"). Algumas semanas mais tarde, todo mundo se junta em Asheville para um final feliz ("Finale").

## Canções
| Ato I - "If You Knew My Story" — Alice e banda - "She's Gone" — Daddy Cane e Billy - "Bright Star" — Billy e banda - "Way Back in the Day" — Alice e banda - "Whoa, Mama" — Jimmy, Alice, e banda - "Firmer Hand/Do Right" — Daddy Murphy, Mama Murphy, Alice, e banda - "A Man's Gotta Do" — Mayor Dobbs e Jimmy - "Asheville" — Margo e banda - "What Could Be Better" — Jimmy, Alice,e banda - "I Can't Wait" — Alice, Jimmy, e banda - "Please, Don't Take Him" — Prefeito Dobbs, Alice, Daddy Murphy, Mama Murphy, Stanford Adams, e banda - "A Man's Gotta Do [Reprise]" — Prefeito Dobbs e banda | Ato II - Entr'acte — Orquestra - "Sun's Gonna Shine" — Alice, Mama Murphy, Margo, Daddy Cane, Edna, Florence, e banda - "Heartbreaker" — Jimmy - "Another Round" — Lucy, Daryl, Billy, e banda - "I Had a Vision" — Alice and Jimmy - "Always Will" — Billy, Margo, e banda - "Can't Wait [Reprise]" — Banda - "So Familiar" — Alice e banda - "At Long Last" — Alice e banda - "Finale" — Banda |

Todas as canções possuem composição por Martin e Brickell, com letras assinadas por Brickell, exceto em "Way Back in the Day" e "At Long Last" por Edie Brickell e "Bright Star" . "Way Back in the Day", "I Can't Wait", "Heartbreaker", "Another Round", "I Had a Vision", "Always Will" e "So Familiar" estavam todas inclusas no disco "So Familiar". "Asheville" e "Sun's Gonna Shine" foram originárias do disco "Love Has Come for You".

## Principais papeis
| Personagem            | Elenco no Old Globe de San Diego | Elenco no Kennedy Center       | Elenco original da Broadway    |
| --------------------- | -------------------------------- | ------------------------------ | ------------------------------ |
| Alice Murphy          | Carmen Cusack                    | Carmen Cusack                  | Carmen Cusack                  |
| Billy Cane            | A.J. Shively                     | A.J. Shively                   | A.J. Shively                   |
| Prefeito Josiah Dobbs | Wayne Duvall                     | Michael Mulheren               | Michael Mulheren               |
| Jimmy Ray Dobbs       | Wayne Wilcox                     | Paul Alexander Nolan           | Paul Alexander Nolan           |
| Margo Crawford        | Hannah Elless                    | Hannah Elless                  | Hannah Elless                  |
| Daddy Cane            | Stephen Bogardus                 | Stephen Bogardus               | Stephen Bogardus               |
| Mama Murphy           | Patti Cohenour                   | Dee Hoty                       | Dee Hoty                       |
| Daddy Murphy          | Stephen Lee Anderson             | Stephen Lee Anderson           | Stephen Lee Anderson           |
| Dora Murphy           | Libby Winters                    | Não é mostrada na apresentação | Não é mostrada na apresentação |
| Lucy Grant            | Kate Loprest                     | Emily Padgett                  | Emily Padgett                  |
| Darryl Ames           | Jeff Hiller                      | Jeff Blumenkrantz              | Jeff Blumenkrantz              |

## Recepção

### San Diego
Charles Isherwood do The New York Times escreveu que, "O maior ganho do musical é sua mistura de country e bluegrass, com música de Martin e Brickell, com letra dessa última. A trama complicada, dividida entre duas histórias de amor que acabam por ter uma ligação incomum, corre o risco de ficar demasiadamente dispersa, mas as canções possuem uma capacidade de sustentação que mantém a dinâmica da obra e a coloca distante da estagnação."

### Broadway
A produção da Broadway recebeu críticas bastante positivas. Elysa Gardner, em sua resenha no USA Today, escreveu: "... Martin, um ironista mestre, captura um pouco daquele espírito da velha guarda com um roteiro que é tão franco como é inteligente, engraçado e encantador...Martin e Brickell recusam-se a condescender com seus próprios personagens...O tom em que a história é entregue pode oscilar um pouco, especialmente no final, porém consegue dar um fim majestoso e coerente com sua história. Em uma temporada da Broadway com grandes estreias, Brightstar consegue fazer um nome para si mesma."

## Prêmios e indicações
| Ano  | Prêmio                        | Categoria                                                      | Indicação                                                      | Resultado |
| ---- | ----------------------------- | -------------------------------------------------------------- | -------------------------------------------------------------- | --------- |
| 2016 | Tony Award                    | Tony Award de Melhor Musical                                   | Tony Award de Melhor Musical                                   | Indicado  |
| 2016 | Tony Award                    | Tony Award de Melhor Roteiro de Musical                        | Steve Martin                                                   | Indicado  |
| 2016 | Tony Award                    | Tony Award de Melhor Produção Original                         | Steve Martin e Edie Brickell                                   | Indicado  |
| 2016 | Tony Award                    | Tony Award de Melhor Atriz em um Musical                       | Carmen Cusack                                                  | Indicado  |
| 2016 | Tony Award                    | Tony Award de Melhor Orquestração                              | August Eriksmoen                                               | Indicado  |
| 2016 | Drama Desk Award              | Melhor Atriz em Musical                                        | Carmen Cusack                                                  | Indicado  |
| 2016 | Drama Desk Award              | Melhor Ator Estreante em Musical                               | Paul Alexander Nolan                                           | Indicado  |
| 2016 | Drama Desk Award              | Melhor Ator Estreante em Musical                               | A.J. Shively                                                   | Indicado  |
| 2016 | Drama Desk Award              | Melhor Música                                                  | Steve Martin e Edie Brickell                                   | Venceu    |
| 2016 | Drama Desk Award              | Melhor Orquestração                                            | August Eriksmoen                                               | Indicado  |
| 2016 | Drama Desk Award              | Melhor Vestuário em Musical                                    | Jane Greenwood                                                 | Indicado  |
| 2016 | Drama Desk Award              | Melhor Desenho de Som em um Musical                            | Nevin Steinberg                                                | Indicado  |
| 2016 | Drama League Award            | Melhor Produção de Musical da Broadway ou Off-Broadway Musical | Melhor Produção de Musical da Broadway ou Off-Broadway Musical | Indicado  |
| 2016 | Drama League Award            | Atuação de Destaque                                            | Carmen Cusack                                                  | Indicado  |
| 2016 | Theatre World Awards          | Melhor Atuação de Estreia                                      | Carmen Cusack                                                  | Venceu    |
| 2016 | Outer Critics Circle Award    | Melhor Estreia de Musical na Broadway                          | Melhor Estreia de Musical na Broadway                          | Venceu    |
| 2016 | Outer Critics Circle Award    | Melhor Roteiro de Musical                                      | Steve Martin                                                   | Indicado  |
| 2016 | Outer Critics Circle Award    | Melhor Gravação Inédita                                        | Steve Martin e Edie Brickell                                   | Venceu    |
| 2016 | Outer Critics Circle Award    | Melhor Coreografia                                             | Josh Rhodes                                                    | Indicado  |
| 2016 | Outer Critics Circle Award    | Melhor Atriz em um Musical                                     | Carmen Cusack                                                  | Indicado  |
| 2016 | Outer Critics Circle Award    | Melhor Vestuário                                               | Jane Greenwood                                                 | Indicado  |
| 2016 | Outer Critics Circle Award    | Melhor Diretor de Musical                                      | Walter Bobbie                                                  | Indicado  |
| 2016 | Fred and Adele Astaire Awards | Melhor Coreografia                                             | Josh Rhodes                                                    | Indicado  |
| 2016 | Fred and Adele Astaire Awards | Melhor Banda em uma Peça da Broadway                           | Melhor Banda em uma Peça da Broadway                           | Indicado  |

## Ligações Externas
- Site oficial de Bright Star
- Internet Broadway database